# ConnectU
A ConnectU (eredetileg HarvardConnection) egy közösségi kapcsolatépítő weboldal volt, mely 2004. május 21-én indult.
Az alapítói harvardi diákok voltak: Cameron Winklevoss, Tyler Winklevoss és Divya Narendra, 2002 decemberében. Ezzel megelőzte Mark Zuckerberg Facebookját.
A három harvardi diák kitalált egy olyan közösségi kapcsolat építő web oldalt, ahova a diákok regisztrálhatta, nyilvánosan elmondhatták, amit fontosnak tartottak az életükben, megjelölhettek baráti és egyéb személyes kapcsolatokat. Mivel idejük és kellő programozói tudásuk nem volt a fejlesztésre, ezért 2003 januárban megbízták egy negyedik társukat, Sanjay Mavinkurve-t a szükséges számítástechnikai szoftver illetve háttér elkészítésével. Sanjay ugyan azon év tavaszának végén, egyetemi tanulmányainak befejeztével, kilépett a projektből. Helyette Victor Gao programozó folytatta a munkát. 2003 végén azonban más elfoglaltságok miatt ő is elhagyta a projektet.
2003 novemberében Gao ajánlására a Winklevoss testvérek és Narendra megkereste és felkérte Mark Zuckerberget a kód befejezésére. Ezen a ponton a program már jórészt készen volt. Zuckerberg gyors befejezést ígért. Valójában tisztességtelen módon[forrás?] az ötletet és a nagyrészt megírt kódot eltulajdonítva[forrás?] egy konkurens termék kifejlesztésébe kezdett. Az ötletgazdákat folyamatosan hitegette,[forrás?] míg saját közösségi web oldalát 2-3 hónappal később, 2004 február 4-én nyitotta meg. Ez lett a Facebook, aminek először Thefacebook neve volt.